# Burgstall Kolmberg
Der Burgstall Kolmberg ist eine abgegangene Höhenburg auf einer felsigen 643 Meter hohen Bergkuppe des Kohlberges in der Gemarkung Kolmberg der Gemeinde Waffenbrunn im Oberpfälzer Landkreis Cham in Bayern. Die Anlage wird als Bodendenkmal unter der Aktennummer D-3-6742-0020 im Bayernatlas als „mittelalterlicher Burgstall“ geführt.

## Geschichte
Die Burg wurde in der ersten Hälfte des 12. Jahrhunderts von den Herren von Kolmberg, einer markgräflichen (Diepoldinger) Ministerialenfamilie als Stammsitz erbaut und fand erste Erwähnung mit einem Heinrich „de Kalwenberch“ in einer zwischen 1135 und 1146 datierten Schenkung. Nachdem 1204 die Chamer Linie der Diepoldiger mit Markgraf Berthold II. ausgestorben war, wurden die Kolmberger, die auch zum Kloster Reichenbach Beziehungen hatten, nicht mehr mit der Burg erwähnt. 
Vermutlich war die Burg im 14. Jahrhundert Sitz einer Schwarzenburger Ministerialenfamilie, worauf möglicherweise der 1317 als „triuber diner“ der Schwarzenburger bezeichnete „Vlrich von Chölperch“ hinweist. Vermutlich gab die Familie die Burg im 14. Jahrhundert auf und ist nach Cham gezogen.
Ab dem 16. Jahrhundert war die Burg Landsassengut des unterhalb gelegenen Ortes und im Besitz des 1583 verstorbenen „Christoff Perkoffer von Özing auf Kolnberg“. Das unten im Dorf neu erbaute Schloss musste die protestantische Familie nach der Rekatholisierung der Oberpfalz aufgeben.

## Beschreibung
Der Burgstall der ehemaligen Burganlage zeigt keine Reste der früheren Bebauung und ist heute ein Bodendenkmal. 
Die in eine Oberburg auf einem trapezförmigen 30 mal 15 bis 22 Meter großen Plateau und eine 6 Meter tiefer gelegene Unterburg geteilte Anlage die 1568 von dem Kartograph und Heraldiker Philipp Apian mit quadratischem Bergfried und zu beiden Seiten dachlosen Gebäuden dargestellt wurde, zeigt nur noch geringe Spuren einer Ringmauer. 